# Lloyd (nome)
Lloyd  è un nome proprio di persona inglese maschile.

## Varianti
- Maschili: Loyd[1], Floyd[1][4][5]

## Origine e diffusione
Riprende un cognome gallese derivante, in forma parzialmente anglicizzata, dal termine llwyd, che vuol dire "grigio". Nel Mabinogion è presente un personaggio chiamato "Llwyd", ma si tratta di un epiteto; il suo uso come nome risale al XVI o al XVII secolo, quando cominciò la pratica di adottare i cognomi come nomi propri.
La forma Floyd deriva da un altro cognome, che era variante di Lloyd.

## Onomastico
Non vi sono santi con questo nome, che quindi è adespota, quindi l'onomastico può essere festeggiato il 1º novembre, festa di Ognissanti; si segnala un santo che lo portò come cognome, san Giovanni Lloyd, sacerdote e martire a Cardiff, ricordato il 22 luglio.

## Persone

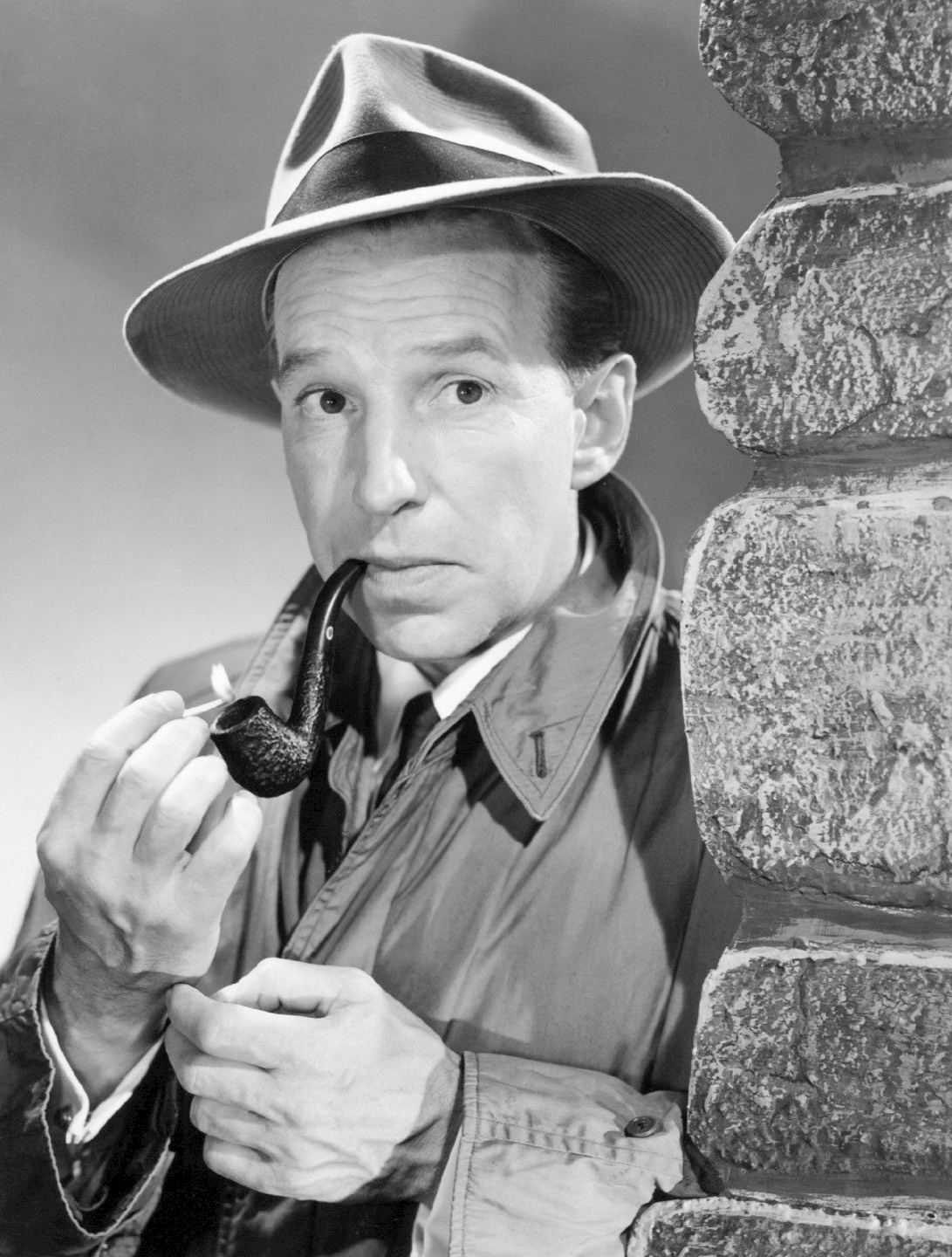
Lloyd Nolan

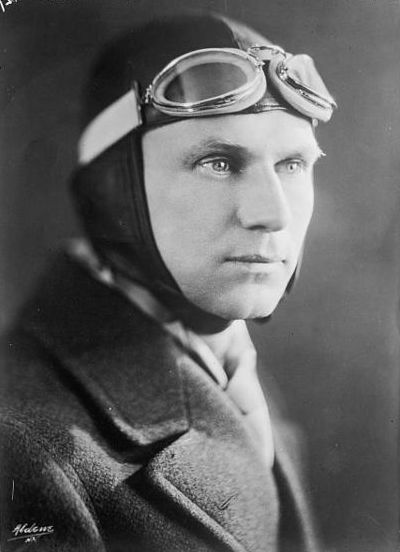
Floyd Bennett

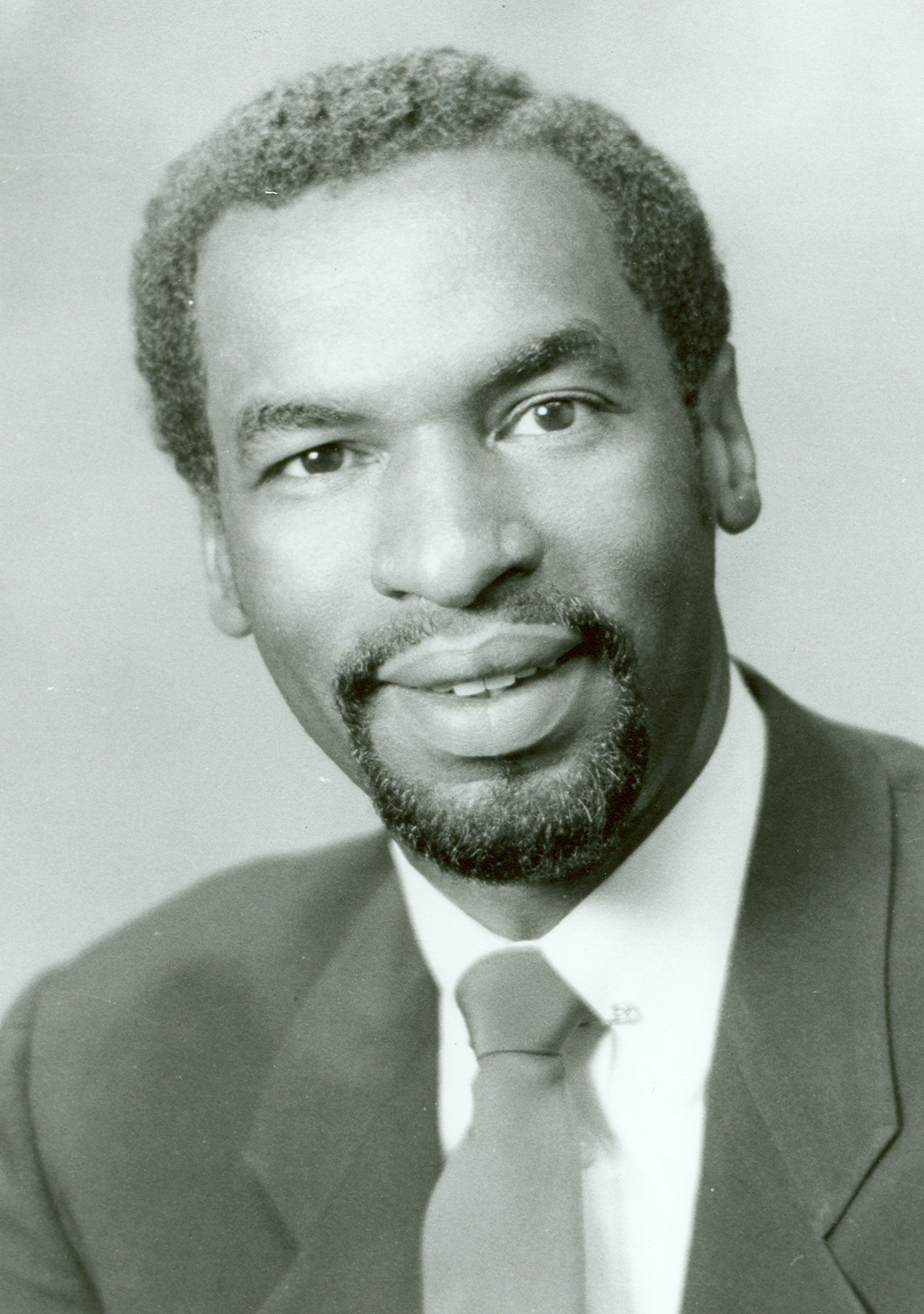
Floyd Flake

- Lloyd Alexander, scrittore statunitense
- Lloyd Austin, generale e politico statunitense
- Lloyd Bacon, regista e attore statunitense
- Lloyd Banks, rapper statunitense
- Lloyd Corrigan, attore, regista e sceneggiatore statunitense
- Lloyd Doyley, calciatore britannico
- Lloyd Hughes, attore statunitense
- Lloyd Ingraham, attore, regista e sceneggiatore statunitense
- Lloyd Kaufman, regista, attore, sceneggiatore e produttore cinematografico statunitense
- Lloyd Nolan, attore statunitense
- Lloyd Price, cantante statunitense
- Lloyd Stowell Shapley, matematico ed economista statunitense

### Variante Loyd
- Loyd Blankenship, hacker statunitense
- Loyd King, cestista e allenatore di pallacanestro statunitense

### Variante Floyd
- Floyd Allen, cestista statunitense
- Floyd Ayité, calciatore francese
- Floyd Bennett, aviatore statunitense
- Floyd Council, cantante statunitense
- Floyd Crosby, direttore della fotografia statunitense
- Floyd Flake, politico e pastore protestante statunitense
- Floyd Gottfredson, fumettista statunitense
- Floyd Hamilton, criminale statunitense
- Floyd Heard, atleta statunitense
- Floyd Landis, ciclista su strada e biker statunitense
- Floyd Mayweather Jr., pugile statunitense
- Floyd B. Parks, aviatore statunitense
- Floyd Patterson, pugile statunitense
- Floyd Theard, cestista e allenatore di pallacanestro statunitense
- Floyd Volker, cestista statunitense
- Floyd 'Red Crow' Westerman, cantante e attore statunitense

## Il nome nelle arti
- Lloyd è il barista nel film del 1980 Shining
- Lloyd (talvolta scritto anche Loid) è un personaggio del videogioco per NES EarthBound Beginnings
- Lloyd Asplund è un personaggio della serie anime Code Geass: Lelouch of the Rebellion.
- Lloyd Diffy è un personaggio della serie televisiva Phil dal futuro.
- Lloyd Garmadon è un personaggio della serie televisiva Lego Ninjago.
- Lloyd Irving è il protagonista del videogioco Tales of Symphonia.
- Loid Forger è il protagonista del manga e dell'anime Spy × Family di Tatsuya Endo.
- Floyd è un personaggio della serie animata Baby Looney Tunes.
- Floyd Herbert è un personaggio del videogioco Grand Theft Auto V.
- Floyd Lawton è il vero nome di Deadshot, personaggio dei fumetti DC Comics.